# Mycetophila marginisetosa
Mycetophila marginisetosa är en tvåvingeart som beskrevs av Mitsuhiro Sasakawa 2005. Mycetophila marginisetosa ingår i släktet Mycetophila och familjen svampmyggor. Inga underarter finns listade i Catalogue of Life.